# Sara Junevik
Sara Junevik, née le 14 février 2000 est une nageuse suédoise spécialiste des épreuves de papillon.

## Biographie
Sara Junevik est médaillée d'or du 50 mètres papillon aux Jeux olympiques de la jeunesse de 2018 à Buenos Aires.
Elle remporte le 50 m papillon et décroche une médaille de bronze sur le 100 m papillon aux championnats d'Europe de 2024. 
Elle est championne de Suède sur le 50 m et 100 m papillon en 2025.